# História de Portugal (1777–1834)

Bandeira do Reino de Portugal, Brasil e Algarves.

A História de Portugal  desde o início do reinado de D. Maria I em 1777 até ao fim das Guerras Liberais em 1834 engloba um período histórico complexo no qual inúmeros acontecimentos políticos e militares levaram ao fim do regime absolutista vigente em Portugal e a instauração de uma monarquia constitucional no país.
Em 1807, Napoleão Bonaparte ordenou a invasão de Portugal, e subsequentemente a Família Real procurou refúgio no Brasil. Esta seria, aliás, uma das causas da declaração da independência do Brasil pelo Infante D. Pedro em 1822, depois de uma revolução liberal em Portugal.
O período liberal foi curto e conturbado pois o Infante D. Miguel (irmão de D. Pedro) apoia uma contra-revolução absolutista que volta a restaurar todo o poder na pessoa do monarca, voltando assim Portugal ao absolutismo. D. Pedro é obrigado a regressar à Europa e lutar contra o seu irmão nas Guerras Liberais nas quais o liberalismo ficará completamente instalado em Portugal, assim como o sistema de monarquia constitucional.

## D. Maria I e o Infante D. João
Quando a Infanta D. Maria Francisca, filha mais velha de D. José I, sucedeu ao seu pai como 27ª (ou 26ª, de acordo com alguns historiadores) monarca, tornou-se na primeira Rainha-reinante de um país decadente com 650 anos, economicamente instável e socialmente desequilibrado. O braço-direito do seu pai, Sebastião José de Carvalho e Melo, já com o título de Conde de Oeiras e Marquês de Pombal, governara o país e o seu Império com mão forte durante 27 anos. D. Maria e o Marquês não tinham uma relação amistosa, já que enquanto infanta, D. Maria se evidenciara como uma das mais fiéis opositoras de Pombal. Já coroada, a rainha imediatamente demitiu o primeiro-ministro exilando-o para Pombal. Ao mesmo tempo, emitiu uma das primeiras ordens de restrição, proibindo Sebastião de Melo de estar a menos de 20 metros da presença da rainha, e caso esta decidisse deslocar-se ao seu marquesado, este teria de se ausentar dele para cumprir o decreto real. É também por vezes relatada a tendência de rainha de ter tonturas à mais pequena referência ao primeiro-ministro do seu pai.
D. Maria I sofria de exacerbada religiosidade e de melancolia. Consequentemente tornou-se incapaz de lidar com os assuntos do Estado depois de 1799 e, por conseguinte, o seu filho mais velho, o Infante D. João Maria de Bragança tornou-se Príncipe-Regente. A sua regência deu-se num período complexo quando Portugal se viu envolvido nas diversas batalhas, invasões e campanhas que caracterizaram as Guerras Napoleónicas e principalmente a Guerra Peninsular. Portugal envolveu-se quando recusou aderir ao chamado Bloqueio Continental. Esta decisão foi seguida de ordens por de parte de Napoleão da primeira de três invasões que ocorreriam nos anos seguintes. Conhecidas as notícias de invasão, a Família Real e inúmeras figuras importantes do país fugiram da metrópole para o recém-criado Vice-Reino do Brasil, de facto uma possessão colonial portuguesa. Com isto estabeleceu-se também a capital do Império Português no Rio de Janeiro. Em 1816 morre a rainha D. Maria I, sendo sucedida pelo Príncipe-Regente, que reinou como D. João VI de Portugal.

## A recusa do sistema continental e a Guerra das Laranjas
A Guerra das Laranjas foi um  curto conflito militar entre Portugal e a sua vizinha, Espanha, durante o ano de 1801, sendo considerada um precedente da Guerra Peninsular. É de particular importância pois finda a guerra, Espanha conseguiu segurar a vila de Olivença, ainda hoje disputada entre os dois países.
No acordar doséculo XIX, Portugal tentava manter-se num equilíbrio entre as potências da Grã-Bretanha (o mais antigo aliado de Portugal) e a França, optando por uma política de neutralidade, continuanto no entanto a beneficiar do comércio com os dois. Contudo, a França estava ansiosa por quebrar a Aliança Luso-Britânica por forma a fechar os portos portugueses a comerciantes britânicos. Consequentemente os franceses, através de uma série de tratados diplomáticos (Santo Ildefonso, Fontainebleau) acordou uma invasão de Portugal com a Espanha (que estava também ansiosa por recuperar o território perdido em 1640 com a restauração da independência de Portugal com o fim da união ibérica). Em Janeiro de 1801 um ultimato com cinco pontos foi enviado para Lisboa pedindo que Portugal:
- abandonasse a sua aliança tradicional com a Grã-Bretanha, fechando-lhe os seus portos;
- abrisse os seus portos a Espanha e França;
- oferecesse um quarto de Portugal continental como garantia da devolução de ilhas espanholas nas mãos dos britânicos (Trindade, Minorca e Malta);
- pagasse uma indenização de guerra a Espanha e França;
- revisse os seus limites fronteiriços com a Espanha.

Se Portugal não cumprisse estes cinco pontos, seria invadido por Espanha, ajudada por 15.000 soldados franceses. Portugal, obviamente, recusou cumprir o ultimato, e a guerra foi declarada. O mal preparado exército português contava com 2.000 soldados de cavalaria e 6.000 de infantaria, estando sob o comando de João Carlos de Bragança e Ligne, 2º Duque de Lafões. Do lado espanhol estava of Primeiro-Ministro e Comandante-em-Chefe das tropas invasoras Manuel de Godoy, ironicamente alcunhado de "Príncipe da Paz", contando com 30.000 homens. As tropas franceses sob o General Leclerc (cunhado de Napoleão) não chegaram a Espanha a tempo da guerra já que esta foi de extrema curta duração.
Em 20 de Maio, o exército espanhol penetrou no Alentejo, no sul de Portugal, ocupando Olivença, Juromenha, Arronches, Portalegre, Castelo de Vide, Barbacena e Ouguela sem encontrar resistência. Campo Maior resistiu durante 18 dias antes de cair aos pés dos espanhóis. Já Elvas resistiu a um cerco até ao fim da guerra. O nome da guerra tem a sua origem num episódio ocorrido durante este mesmo cerco, quando Manuel de Godoy enviou duas laranjas a Maria Luísa de Parma, mulher de Carlos IV de Espanha, com a seguinte mensagem: "Sinto a falta de tudo, e sem nada parto para Lisboa".
Em 6 de Junho, um exército português derrotado e desmoralizado foi forçado a assinar o Tratado de Badajoz pelo qual os portos portugueses foram fechados aos navios britânicos. Portugal recupera, no entanto, os territórios perdidos, à excepção de Olivença e de todo o território na margem leste do Guadiana. Uma proibição de contrabando foi imposta junto à fronteira e Portugal foi obrigado a ressarcir os gastos de guerra espanhóis.
O tratado foi ratificado pelo Príncipe-Regente D. João no dia 14 e pelo Rei de Espanha no dia 21. No entanto, este tratado seria rejeitado por Napoleão que pretendia condições mais severas para Portugal, decidindo assim invadir o país.

## Invasões Napoleónicas
A 27 de Outubro de 1807, França e Espanha assinaram o Tratado de Fontainebleau no qual se decidiu a divisão de Portugal. A Lusitânia do Norte, correspondendo ao território situado entre os rios Minho e Douro, seria tornado num principado entregue ao soberano do então extinto Reino da Etrúria (na altura, Maria Luísa de Espanha, filha de Carlos IV de Espanha). Os Algarves e todo o território português localizado a sul do Tejo seria governado por Manuel de Godoy, com o título de Rei. O resto de Portugal, entre o Douro e o Tejo, uma região estratégica devido aos seus portos, seria administrada pelo governo central em Paris, até à paz geral. Para cumprir este tratado, Napoleão ordena a invasão de Portugal, iniciando assim a Guerra Peninsular.A França pediu a Portugal, que fechasse os portos marítimos, uma vez que Portugal recusara, decidiram invadir Portugal, a partir daqui eclodiram várias disputas como veremos a seguir.

### Primeira invasão
Sob o comando de Jean-Andoche Junot, as tropas francesas entraram em Espanha a 18 de Outubro de 1807, atravessando a Península e chegando à fronteira portuguesa a 20 de Novembro. Sem encontrarem qualquer tipo de resistência, chegaram a Abrantes no dia 24, a Santarém a 28, e finalmente a Lisboa no dia 30. No dia anterior a família real e a corte haviam fugido para o Brasil, transportados em navios britânicos. Portugal havia sido deixado a uma Junta de Regência provisória com ordens para não resistir. Um ano depois, uma força britânica comandada por Arthur Wellesley (futuro Duque de Wellington) desembarca em Portugal, avançado sobre Lisboa. O exército anglo-português consegue derrotar os franceses nas batalhas de Roliça e Vimeiro, forçando a Convenção de Sintra. Os franceses foram autorizados a retirar-se do país levando consigo todo o produto dos seus saques feitos em Portugal. A Convenção beneficiava, assim, os dois lados, já que os franceses haviam perdido a sua capacidade de comunicação com Paris e os britânicos e portugueses ganhavam o controlo sobre Lisboa. Com o armistício, França ganhou algum tempo e haveria de invadir Portugal uma segunda vez.

### Segunda invasão
A segunda invasão foi comandada pelo Marechal Nicolas Jean de Dieu Soult. Enquanto ainda decorria a primeira invasão, Napoleão havia forçado a abdicação de Carlos IV de Espanha e do seu herdeiro, o príncipe Fernando, dando o trono espanhol ao seu irmão José Bonaparte. Os espanhóis revoltaram-se, encontrando o apoio imediato dos ingleses estacionados em Portugal. Sob o comando de John Moore, os britânicos atravessaram a fronteira norte de Portugal mas foram derrotados na Corunha pelo Marechal Soult, e forçados a regressar a Portugal. Os franceses imediatamente ocuparam o norte do país, chegando ao Porto a 24 de Março. De novo, teria de ser Wellington a expulsar os franceses do norte do país. Ajudado por William Carr Beresford, primeiro Visconde Beresford, os portugueses e britânicos derrotaram Soult na Batalha do Douro, reconquistando o Porto a 29 de Maio e forçando os franceses a retirar para a Galiza.

### Terceira invasão
A terceira invasão francesa foi o último esforço da Guerra Peninsular em solo português. Em 1810, comandados pelo Marechal André Massena, os exércitos franceses invadiram de novo no norte do país, conquistando Almeida em Agosto e partindo rapidamente em direção a Lisboa. O exército de Massena encontra os britânicos e portugueses na Batalha do Buçaco onde perdem, mas, reagrupando rapidamente, flanqueiam as forças anglo-portuguesas e marcham para a capital. Os exércitos aliados, regressam também rapidamente ocupando os seus postos nas famosas Linhas de Torres Vedras, um sistema defensivo brilhante montado pelos britânicos com a ajuda da população local. Os franceses chegam às Linhas a 14 de Outubro e são desastrosamente derrotados e forçados a fugir do país.